# 大蔵寺 (福島市)
大蔵寺（だいぞうじ）は、福島県福島市小倉寺にある臨済宗妙心寺派の寺院。山号は宝城山。通称、小倉寺観音（おぐらじかんのん）。信達三十三観音霊場第1番札所である。

## 歴史
福島弁天山の南、経塚山の中腹に坂上田村麻呂が東北鎮護のため、行基の作といわれる千手観音を安置したのが始まりとされる。一説には徳一開創とも伝えられる。高さ4mの千手観音は国の重要文化財となっている。

## 文化財
重要文化財
- 木造千手観音立像

市指定文化財
- 観音堂奥之院（附）元・同院内据付の須弥壇、棟札[2]。

## 所在地
- 福島県福島市小倉寺字拾石7